# نمپیتس
نمپیتس (به آلمانی: Nempitz) یک منطقهٔ مسکونی در آلمان است که در باد دورنبرگ واقع شده‌است. نمپیتس ۳۰۷ نفر جمعیت دارد.